# Alexandre-François Debain
Pour les articles homonymes, voir Debain.
Alexandre-François Debain est un facteur de pianos et d'harmonium français né à Paris le 6 juillet 1809 et mort à Paris 10e le 3 décembre 1877. On lui doit le dépôt d'une multitude de brevets donc celui concernant l'harmonium, en 1842.

## Formation
Il est apprenti ébéniste jusqu'en 1825, puis l'année suivante commence son apprentissage dans la facture de piano, domaine où il deviendra contremaître.
Parti en Angleterre en 1830, il démontre un grand talent pour l'invention et la réalisation de machines complexes. Il construit un automate de 3 mètres de haut figurant un arbre - un oranger aux feuilles de bronze et aux fruits de porcelaine - habité de 7 oiseaux secouant la tête et les ailes, ouvrant le bec, et chantant grâce à une rangée de tuyaux fonctionnant avec le système de l'orgue de barbarie. Lors de ce passage en Angleterre (qui durera quatre ans), il apprend la facture d'orgue.
De retour à Paris en 1834, il devient facteur de pianos (traditionnels et mécaniques) et s'installe 26 boulevard de Bonne-Nouvelle Paris 10e. Il fait faillite en 1836, puis, ayant épongé ses dettes, il se réinstalle en 1839 au 24 boulevard Saint-Denis. Il dépose alors de nombreux brevets, dont le plus mémorable est celui de l'harmonium, en 1842 à sa nouvelle adresse 76 rue de Bondy Paris 10e. En 1844, il emménage au 53 rue Vivienne Paris 2e. En 1855 il crée une fabrique d'harmonium au 24, 26, 28 place Lafayette et y invente l'harmonicorde

## L'harmonium

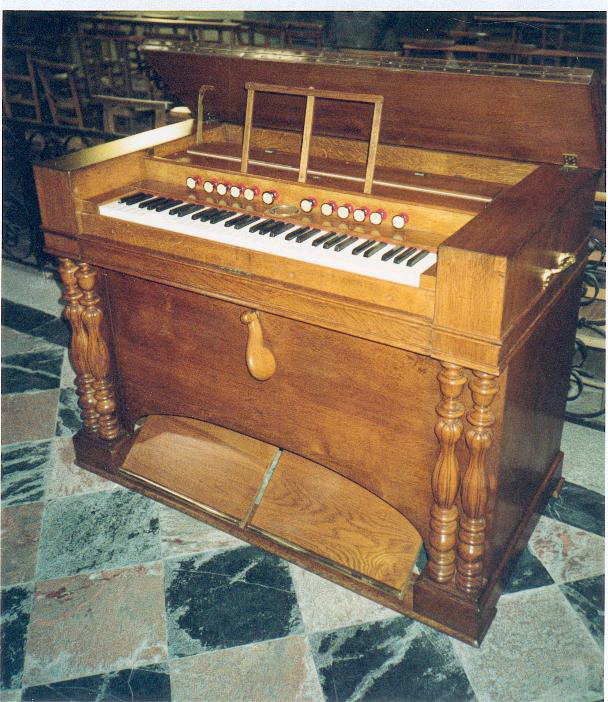
Un exemplaire d'harmonium de Debain en usage dans une église.

Le brevet de l'harmonium déposé, Alexandre Debain devient rapidement un homme d'affaires reconnu. Il obtient en 1849 une médaille d’argent à l’exposition universelle à Paris, puis ouvre 24, 26, 28 place Lafayette un hall d'exposition immense et luxueux en 1855. Il emploie alors près de 150 ouvriers, et une dizaine d'années plus tard emploie 600 ouvriers à la fabrique de La Chapelle à Saint-Ouen (Seine-Saint-Denis) qu'il a fait construire en 1865.
Entretemps, en 1860, il est fait chevalier de la Légion d'honneur.
En 1867, il est classé « hors-concours » à l'exposition universelle de Paris (étant membre du jury, il ne peut concourir). Il y présente un harmonium de 50 jeux, soit 3 050 anches.
Après la mort d'Alexandre Debain, sa manufacture (Debain & Cie) poursuit son activité et reçoit une médaille d'or à l'exposition universelle de 1878.
Alexandre-François Debain sera surnommé « docteur es harmonium » par ses contemporains.
À cette époque-là, les témoignages qui appréciaient cette invention et sa contribution pour la pratique de liturgie étaient si nombreux, parmi lesquels :
1. Revue et gazette musicale de Paris, le 30 avril 1843, n° 18, p. 153 Orgue-Harmonium (publicité importante de Debain)
[lire en ligne]
2. La France musicale, le 30 juin 1844, septième année n° 26, p. 206 L'harmonium
[lire en ligne]
3. Revue et gazette musicale de Paris, le 29 décembre 1844, n° 52, p. 437 Médailles de bronze et d'argent 1844 : Harmonium - Debain (publicité)
[lire en ligne]

## Autres inventions
Alexandre Debain fut un inventeur chevronné, parfois même jusqu'à l'excès. Voici quelques-unes de ses créations :
- l'harmonium dont Debain était tant l'inventeur que ce qui donna son appellation[aj 1]
- l'antiphonel[aj 1], destiné à accompagner le plain-chant. L'instrument fonctionne un peu comme l'orgue de Barbarie. À l'aide d'une manivelle, on fait tourner un cylindre entraînant des planches perforées.
- Le piano-écran[aj 1]
- l'harmonicorde[aj 1], harmonium auquel on accole un piano droit avec une seule corde par note. L'interprète peut choisir s'il veut ou non accoupler le piano avec l'harmonium, et gérer la dynamique du premier par la force des doigts et celle du second par l'intensité du souffle fourni par les pédales. Ainsi, la partie harmonium peut jouer en pianissimo quand la partie piano peut jouer forte. Lefébure-Wély a écrit quelques pièces pour cet instrument.
- le concertina[aj 1]
- l'organino[aj 1]

Debain contribua aussi à développer le piano mécanique.

## Exemples musicaux
- L'extraordinaire harmonium Alexandre-François Debain, cocktail de mélodies de Vincenzo Bellini revues par Louis James Alfred Lefébure-Wély, joué par Jean-Luc Perrot

On entend notamment l'excellent effet du registre de percussion.
YouTube Écouter l'enregistrement.

## Galerie
|                            |
| Une anche libre de Debain. |

| |
| Alexandre-François Debain était le fournisseur officiel des appareils tant pour l'État de France que pour la reine Victoria d'Angleterre. |

|                                            |
| Il disposait plusieurs gammes d'harmonium. |

|                        |
| Un modèle plus simple. |

|                                          |
| Un autre modèle en haute gamme conservé. |

## Notice
- Albert Jacquot : Dictionnaire pratique et raisonné des instruments de musique, anciens et modernes, Harmonium, Librairie Fischbacher, Paris 1886 [lire en ligne]

1. 1 2 3 4 5 6 7 8  p. 108